# Kopenhagen Fur
Das dänische Unternehmen Kopenhagen Fur war das weltweit führende Auktionshaus für Pelzfelle und das Zentrum des internationalen Pelzhandels. Es befindet bis zu seiner eventuell endgültigen Auflösung in Glostrup, etwas außerhalb von Kopenhagen, mit Sitz im Langagervej 60. Es ist genossenschaftliches Eigentum der Mitglieder des 1930 gegründeten dänischen Pelzzüchterverbandes.

## Geschichte

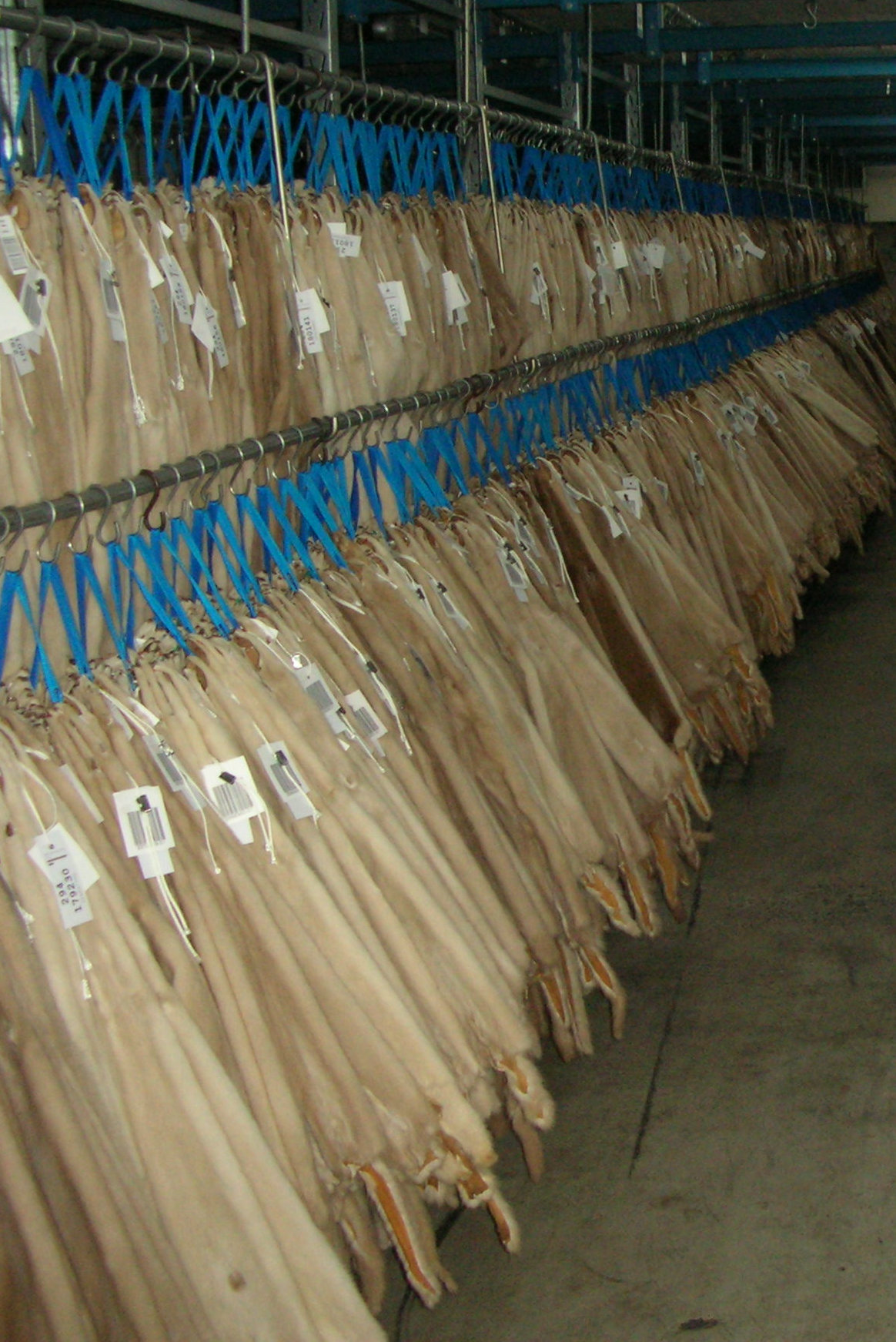
Zur Auktion eingelieferte Nerzfelle

Im Jahr 1946 erwarb eine Gruppe dänischer Pelztierfarmer das kleine Auktionshaus „Kjøbenhavns Pelscentral“ und benannte es in „Danish Fur Auctions“ um, den heutigen Pelzzüchterverband Kopenhagen Fur. Seitdem entwickelte sich das Auktionshaus zu einem Unternehmen mit rund 400 Mitarbeitern. Die Gesellschaft Danske Pelsauktioner wurde 1994 in Copenhagen Fur Center umbenannt.
Als das Copenhagen Fur Center am 5. September 2004 seine Marketing-Allianz mit Saga Furs of Scandinavia beendete, nahm es mehrere Änderungen vor. Das Pelzzentrum benannte sich in Kopenhagen Fur um, mit der Besonderheit des „K“ anstelle „C“ des englischen Copenhagen. Kopenhagen Fur war inzwischen der Name sowohl für den Verband als auch für das Auktionshaus selbst.
Das Firmengelände in Glostrup wurde am 9. Dezember 1963 im Beisein von König Frederik, Königin Ingrid und Prinzessin Benedikte eingeweiht. Das Gelände umfasste damals, einschließlich Büros, Auktionsraum und Fellinspektionshalle, 8659 Quadratmeter, 50 Jahre später waren es über 70.000. Der heutige Auktionssaal ist ein winkelförmiges Anhängsel an den Rest des Hauptsitzes. Die Mimik und Gestik des Auktionators und die Reaktion der Bieter im Saal muss aus der Ferne gut erkennbar sein. Daher wurde besondere Aufmerksamkeit auf die Beleuchtung und auf eine gute Akustik gelegt. Zu Auktionszeiten wurden von 600 m² Küchen-, Spül- und Lagerräumen aus etwa 2500 Kantinengäste versorgt.
Der größte Teil der europäischen Pelzproduktion wurde bereits damals von Finnish Fur Sales (Finnland) oder Copenhagen Fur Center (CFC) (Dänemark) vermarktet. Nach dreijähriger Planung koordinierte die Abteilung Empress Chinchilla von CFC 1963 die weltweite Pelzproduktion der Chinchillazüchter. In der Regel werden die Felle unzugerichtet, als Rohfelle gehandelt. 1979 fanden die wichtigsten Auktionen im Januar, März, Mai und Dezember bei CFC statt. Bis 1999 kamen etwa 500 Käufer aus 15 Ländern nach Kopenhagen, um für rund 12 Millionen Nerzfelle zu bieten.
Kopenhagen Fur führte zeitweilig fünf Auktionen pro Jahr durch, bei denen jeweils fast 30 Millionen Nerzfelle, aber auch Fuchspelze, Swakarafelle und Chinchillafelle angeboten wurden. In Spitzenzeiten ist man in der Lage, 150.000 Felle an einem Tag zu verpacken und zu sortieren. Im Jahr 2020 soll das Unternehmen für 40 % der weltweiten Nerzpelzproduktion verantwortlich gewesen sein. Die bis dahin größte Menge einer Auktion wurde mit 8,5 Millionen Fellen im Juni 2017 angeboten. Das Bieten war inzwischen auch per Livestream möglich und wurde besonders von asiatischen Käufern wahrgenommen.
Im Jahr 2011 wurden erstmals auch Felle amerikanischer Nerzfarmer zum Verkauf angeboten. Nachdem das Geschäft mit dem Pelzmarkt China immer wichtiger geworden war, eröffnete Kopenhagen Fur im Oktober 2014 dort ein großflächiges Zollfreilager in Tong Er Pu.
Kopenhagen Fur setzte für Nerzfelle Farbsortiermaschinen ein, die diese Arbeit automatisieren. 2016 wurde eine neue Generation in Betrieb genommen, die zusätzlich die Fell- und die Haarlängen maß. Seit diesem Jahr besteht auch die Möglichkeit, die Felle vor dem Versand vakuumzuverpacken, um die Sendungsgröße zu reduzieren und einen Schädlingsbefall zu verhindern. In den Jahren 2015 und 2016 wurden zwei zusätzliche große Lagerhallen in Betrieb genommen.
In der zweiten Hälfte des Jahres 2020 straffte Kopenhagen Fur sein Label-System für Nerzfelle auf zwei Unterteilungen, „Purple Label“ mit besonders feinen, kurzen Grannenhaaren, leicht und seidig mit dichter voller Unterwolle; sowie „Premium Quality Label“ (vorher Platinum-, Burgundy- und Ivory-Qualität) mit feinen gleichlangen Grannenhaaren und voller dichter Unterwolle.
Kopenhagen Fur befasste sich im Laufe seines Bestehens zunehmend auch mit der Vermarktung von Produkten von Nichtmitgliedern. Dazu gehörten unter anderem Swakarafelle aus Namibia, Chinchillafelle und Wildware, wie beispielsweise nordamerikanische Waschbärfelle oder Seehundfelle aus der Jagd der indigenen Bevölkerung Grönlands.
Für Branchenmitglieder wurden regelmäßig Kurse zum Sortieren von Pelzfellen veranstaltet. Unter dem Brand Nexus wurden, innerhalb des Kreativcenters KiCK, Designer mit der Pelzverarbeitung vertraut gemacht und aktuelles Pelzdesign entworfen und erarbeitet. Kopenhagen Nexus unterstützte Mode- und Textilmarken weltweit bei der Integration von Pelz in ihre Kollektionen und übernahm das Produktionsmanagement der Pelzmodelle im Auftrag der Marken. Dabei lagerte Nexus die Pelzproduktion an Hersteller innerhalb ihres Netzwerks aus. 2012 war eine eigene, im Jahr 2020 wieder eingestellte Marke Oh! für Pelzprodukte etabliert worden.
Die Ware Pelz war schon immer besonders großen Preisschwankungen unterworfen. Ursachen waren, neben den allgemeinen Konjunkturschwankungen, der unterschiedliche Fellanfall, die modeabhängige Nachfrage und zuletzt der Zeitgeist mit einer zunehmenden Abnahme der Akzeptanz von Tierprodukten. Das Auktionshaus wurde erstmals zwischen 2008 und 2009 erheblich vom weltweiten wirtschaftlichen Abschwung getroffen, die Pelzpreise fielen in der Zeit um 30 Prozent. Den entscheidenden Einbruch in die Unternehmensgeschichte brachte die Keulung von etwa 15 Millionen Farmnerzen im sogenannten Nerzskandal in Dänemark während der Coronavirus-Pandemie. Mit der Beschluss der Regierung vom 3. November 2020 wurde der größte Produktionssektor für Nerzfelle in der Europäischen Union zerstört. Es stellte sich später heraus, dass dafür die rechtliche Grundlage fehlte und der dänische Landwirtschaftsminister trat zurück.
Für das Jahr 2023 waren noch viermal acht Verkaufstage angesetzt worden. Die Branche ging jedoch davon aus, dass sich Kopenhagen Fur dem Ende zuneigte. Das Unternehmen hatte „immer noch Millionen von Nerzen auf Lager und wird bis 2024 weiterhin Auktionen veranstalten, aber damit ist das Angebot wahrscheinlich abgeschlossen“. Seit Juni 2022 wurden keine Auktionen mehr durchgeführt (Stand November 2023).
Die allerletzte Auktion von Kopenhagen fand vom 1. bis 6. Juni 2024 mit einem 100%igen Abverkauf statt, „damit ist das altehrwürdige Auktionshaus Kopenhagen Fur Geschichte“. Das vorläufige Auktionsprogramm ging von 3,6 Millionen zur Versteigerung kommenden Nerzfellen aus. Ungeklärt war noch die Höhe der den Nerzzüchtern, im Zusammenhang mit dem „Nerzskandal“, zu zahlende Entschädigung.

Glostrup, 2009
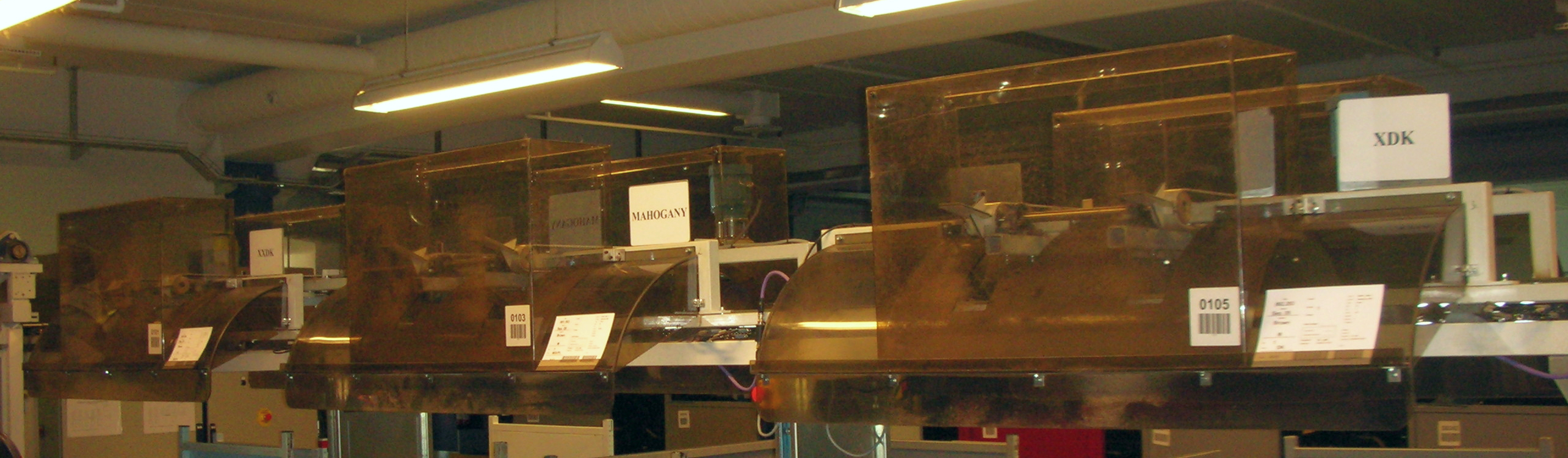
Eine der ersten Sortiermaschinen für Nerz-Rohfelle
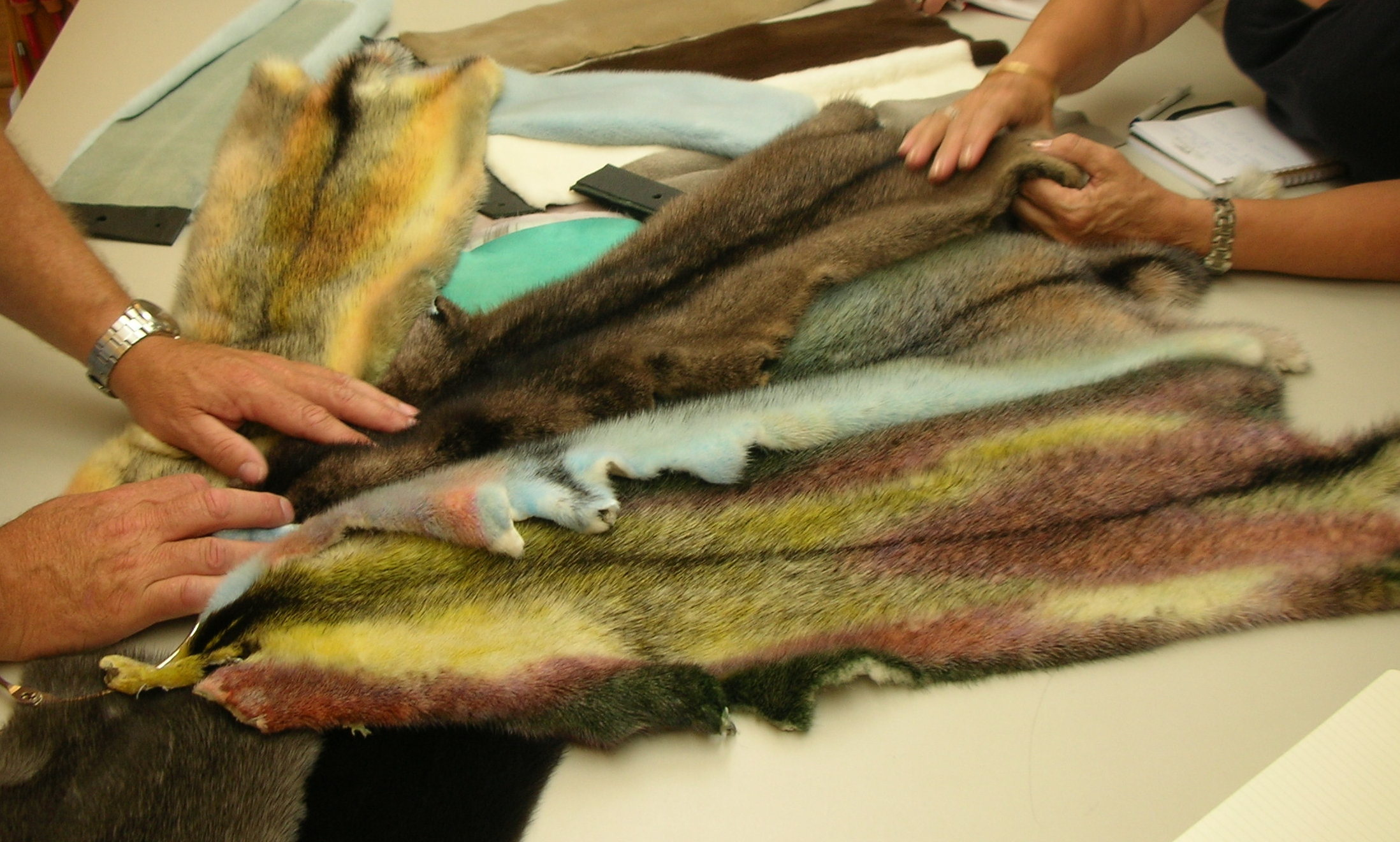
Gefärbte Nerzfelle, Besuch im Kreativcenter